# 物部真嶋
物部 真嶋（もののべ の ましま、生没年不詳）は、奈良時代の防人。

## 経歴・人物
下野国の人物。天平勝宝7歳（755年）2月、防人として筑紫に派遣された際、家族を思い詠んだ歌が『万葉集』に1首入集。

## 歌
- 松の木の 並みたる見れば 家人の 我を見送ると 立たりし如[1]